# 夢みたあとで
『夢みたあとで』（ゆめみたあとで）は、GARNET CROWの10枚目のシングル。2002年3月13日に発売された。

## 概要
2ndアルバム『SPARKLE ～筋書き通りのスカイブルー～』からの先行シングル。
「Mysterious Eyes」「夏の幻」に次ぐアニメ『名探偵コナン』とのタイアップ作品。初めてオリコン10位以内に入った曲。出荷枚数にして10万枚以上のヒットを記録。GARNET CROW最大のセールスでもある。
中村由利が初めて作った楽曲ということで、デビュー前から存在する。この曲は2001年4月に7thシングルとしてリリースが検討されるも、同年3月に発売中止が発表され、代わりに7thシングルとして5月9日に「Last love song」がリリースされる。また、これ以前にも数度シングル化を検討されていたようだがいずれも発表は見送られており、2002年3月13日のリリースまで温められてきた。
累計売上枚数は9.3万枚。

## 収録曲
1. 夢みたあとで
  - 作詞：AZUKI七 / 作曲：中村由利 / 編曲：古井弘人

読売テレビ・日本テレビ系全国ネットアニメ『名探偵コナン』エンディングテーマ[1]
2002年3月12日に日本テレビ系『AX MUSIC FACTORY』に、全国ネット番組では3月15日にテレビ朝日系『ミュージックステーション』に出演。これはGARNET CROW初の地上波TV出演となった。
2. 幸福なペット
  - 作詞：AZUKI七 / 作曲：中村由利 / 編曲：古井弘人
3. 夢みたあとで-Gomi's Lair Remix-
DJ GOMIによるリミックスバージョン。曲の最後の歌詞が原曲とは違っている。
4. 夢みたあとで-Instrumental-

## 収録アルバム
夢みたあとで
- SPARKLE 〜筋書き通りのスカイブルー〜
- GIZA studio Masterpiece BLEND 2002
- THE BEST OF DETECTIVE CONAN 2 〜名探偵コナン テーマ曲集2〜
- Best
- GIZA studio 10th Anniversary Masterpiece BLEND 〜LOVE Side〜
- BEST HIT BEING
- THE BEST History of GARNET CROW at the crest...
- GIZA studio presents -Girls-
- THE ONE 〜ALL SINGLES BEST〜
- GARNET CROW REQUEST BEST
- GARNET CROW BEST OF BALLADS（THE FINAL ver.）

幸福なペット
- All Lovers